# Gumzej
Gumzej je priimek v Sloveniji, ki ga je po podatkih Statističnega urada Republike Slovenije na dan 1. januarja 2010 uporabljalo 149 oseb.

## Znani nosilci priimka
- Špela Gumzej (*1949), slikarka